# Kel Carruthers

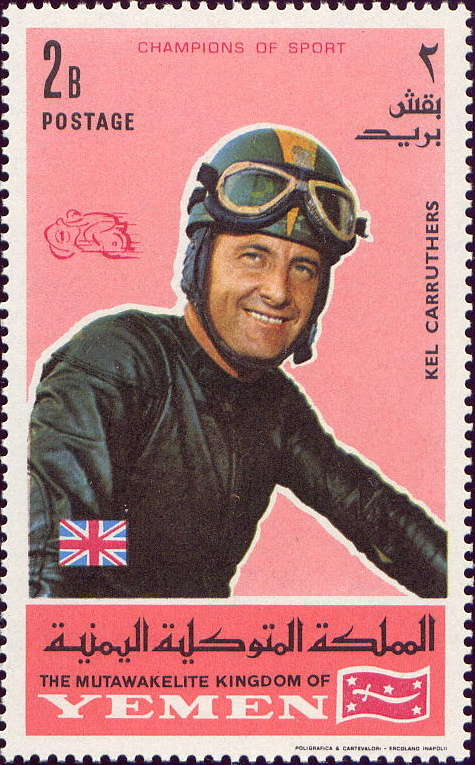
Kel Carruthers

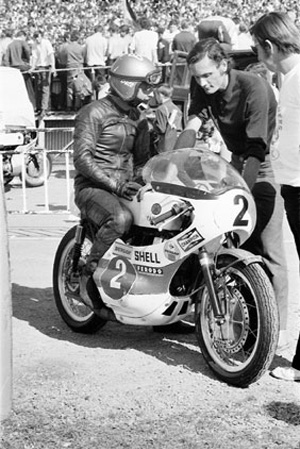
Kel Carruthers met monteur Nobby Clark in Mallory Park, 1970

Kelvin „Kel“ Carruthers (Sydney 3 januari 1938) is een voormalig Australisch motorcoureur. Hij streed tussen 1966 en 1970 in totaal in 54 races in het wereldkampioenschap wegrace en won 1969 de wereldtitel in de 250cc-klasse.

## Carrière
Carruthers kwam als zoon van een motorhandelaar vroeg in contact met de techniek van motorfietsen en stapte op in de motorsport. Aan het begin van de zestiger jaren won hij de Australische kampioenschappen in de klassen tot 125-, 250-, 350-, en 500 cc. In 1962 kreeg hij een prototype van de 250 cc Honda RC 162 ter beschikking. Na de nationale successen ging hij naar Europa, om in het wereldkampioenschap aan te treden.

### Privérijder
Hij debuteerde met drie productieracers: Een Honda CR 93 voor de 125 cc klasse en Norton Manxen voor de 350- en de 500 cc klassen. De Nortons waren toen al tamelijk gedateerd en zo hoog opgevoerd dat de betrouwbaarheid er onder leed. Hij viel er dan ook erg vaak mee uit. In 1967 vertrouwde hij dan ook op machines van het Italiaanse merk Aermacchi, maar voor de 500cc-klasse moest hij dan wel een tot 382 cc opgeboorde Aermacchi Ala d'Oro 350 gebruiken. Hij begon te experimenteren met frames, die hij liet bouwen door Drixton en Métisse.

### Aermacchi
In 1969 kreeg Kel Carruthers in eerste instantie machines van de Aermacchi-fabriek zelf, waaronder de nieuwe Ala d'Oro 125 tweetakt. Met de 350- en 382 cc Ala d'Oro's kon hij zo in drie klassen starten.

### Benelli
Tijdens de training van de Grand Prix van Duitsland brak Benelli-fabriekscoureur Renzo Pasolini een sleutelbeen. De teamleiding vroeg Kel Carruthers in elk geval in de TT van Man te starten met de 250 cc Benelli viercilinder. Phil Read kreeg ook een Benelli, maar Carruthers leidde de race van start tot finish. Kel Carruthers, en niet fabrieksrijder Pasolini, was de eerste die met de Benelli viercilinder een WK-race won. Tijdens de TT van Assen was Pasolini weliswaar genezen, maar nog niet fit en Carruthers startte weer met de Benelli. Toch won Pasolini, Kel Carruthers werd tweede. Benelli maakte in Assen bekend dat men de 350 cc viercilinder op stal zou zetten en men maakte het seizoen af met twee fabrieksrijders: Renzo Pasolini en Kel Carruthers. Voor Kel Carruthers betekende dit dat ook zijn activiteiten voor Aermacchi op een laag pitje kwamen te staan. Na twee derde deel van het seizoen reed hij alleen nog met de 250 cc Benelli. Renzo Pasolini leek de wereldtitel te gaan halen, maar hij blesseerde zijn schouder tijdens de Grand Prix van Finland en kwam de rest van het seizoen niet meer aan de start. Nu ging het tussen Santiago Herrero (Ossa), Kent Andersson (Yamaha) en Kel Carruthers. Na de GP des Nations, met nog één race te gaan, hadden Andersson en Carruthers allebei 82 punten.

#### Grand Prix van de Adriatische Zee
Op het stratencircuit van Opatija had Andersson het snelste getraind, Carruthers was tweede en zijn tijdelijke teamgenoot Gilberto Parlotti was derde. Santiago Herrero liep nog met een verbonden hand na zijn val in de Ulster Grand Prix. De omstandigheden tijdens de race waren verraderlijk: door de motregen was het asfalt nat en de aangebrachte strepen waren erg glad. Goede omstandigheden voor de lichte, eencilinder Ossa van Herrero en die leidde dan ook na de eerste ronde vóór de beide Benelli's. De kampioenschapsstrijd ging nu nog alleen tussen Herrero en Carruthers, want Andersson raakte steeds verder achterop. In de 7e ronde viel Herrero, en de beide Benelli-coureurs konden zijn glijdende motorfiets maar net ontwijken. Het had waarschijnlijk wel concentratie gekost, want nu kwam Andersson ineens met 2 à 3 seconden per ronde dichterbij en in de 14e ronde was de strijd weer helemaal open, want Andersson reed aan de leiding. Nu begon het stuivertje wisselen tussen Carruthers en Andersson, tot die laatste een flinke sliding maakte en met 160 km/h zijn motor toch weer onder controle wist te krijgen. Hij had 30 meter achterstand opgelopen en die maakte hij niet meer goed. Andersson viel zelfs terug naar de derde plaats achter Parlotti, maar dat was genoeg om in het wereldkampioenschap tweede te worden. Kel Carruthers was wereldkampioen.
In 1970 mocht Benelli haar 250 cc viercilinder niet meer gebruiken omdat het maximale aantal cilinders werd teruggebracht tot twee. Benelli besloot zich te richten op de 350cc-klasse met Renzo Pasolini rijder. De 250 cc wereldkampioen zat zonder team en werd weer privérijder. Hij schafte zich een 250 cc Yamaha TD 2 aan. Die machine bracht hem niet veel geluk: áls hij finishte won hij bijna altijd, maar hij viel ook vijf keer uit. Daardoor werd hij slechts tweede in het wereldkampioenschap. Benelli belde hem echter opnieuw, want nog voor de eerste Grand Prix viel Renzo Pasolini met een 650 cc Benelli en hij kon weer niet starten. In de 350cc-klasse was Giacomo Agostini met de MV Agusta 350 3C echter niet te verslaan. Hij startte in negen van de tien GP's en die won hij allemaal, maar Kel Carruthers werd met de Benelli 350 tweede in het wereldkampioenschap.

### Yamaha
Na het seizoen 1970 nam Kel Carruthers een aanbieding van Yamaha voor races in de Verenigde Staten aan, waar hij ook de jonge Kenny Roberts sr. begeleidde. Hij had al wat ervaring met Amerikaanse races opgedaan. Hij had in 1970 deelgenomen aan de Daytona 200.
In 1971 werd hij met een 350 cc Yamaha TR 2 tweede in de "Big Ontario Race" voor 750cc-machines. In 1973 werd hij met een Yamaha TZ 350 tweede. In 1974 had Yamaha met de TZ 750 een volwaardige 750cc-machine, en Kel Carruthers leidde het fabrieksteam met Giacomo Agostini, Kenny Roberts en Teuvo Länsivuori. Toen Roberts in het seizoen 1978 voor het eerst een heel seizoen aan het wereldkampioenschap wegrace deelnam, stond Carruthers hem als monteur en adviseur bij. Roberts werd drie jaar achter elkaar wereldkampioen 500 cc.
Ook Eddie Lawson behaalde onder leiding van Carruthers een titel. Tot 1995 was Carruthers voor diverse Grand-Prix-teams werkzaam en stapte dan over naar Jetski-races en leidde vanaf 1998 een Yamaha-motorcross-team.
Carruthers werd in 1985 in de Sport Australia Hall of Fame en in 1999 in de AMA Motorcycle Hall of Fame opgenomen.

## Wereldkampioenschap wegrace resultaten
(Races cursief geven de snelste ronde aan)
| Jaar | Klasse | Team      | Motorfiets                                                        | 1       | 2       | 3       | 4       | 5       | 6       | 7       | 8       | 9       | 10      | 11      | 12    | 13    | Punten | Plaats | Overwinningen |
| ---- | ------ | --------- | ----------------------------------------------------------------- | ------- | ------- | ------- | ------- | ------- | ------- | ------- | ------- | ------- | ------- | ------- | ----- | ----- | ------ | ------ | ------------- |
| 1966 | 125 cc | Privé     | Honda CR 93                                                       | SPA -   | DUI -   |         | NED -   | BEL -   |         | TSJ -   | FIN -   | ULS -   | IOM -   | NAT 12  | JAP 7 |       | 0      | -      | 0             |
| 1966 | 350 cc | Privé     | Norton 40M Manx                                                   |         | DUI -   | FRA -   | NED 10  |         | DDR -   | TSJ -   | FIN 4   | ULS -   | IOM DNF | NAT 7   | JAP - |       | 3      | 18e    | 0             |
| 1966 | 500 cc | Privé     | Norton 30M Manx                                                   |         | DUI DNF |         | NED DNF | BEL DNF | DDR DNF | TSJ -   | FIN DNF | ULS 13  | IOM 11  | NAT DNF |       |       | 0      | -      | 0             |
| 1967 | 125 cc | Privé     | Honda CR 93                                                       | SPA -   | DUI -   | FRA -   | IOM 5   | NED -   |         | DDR -   | TSJ -   | FIN -   | ULS 5   | NAT 4   | CAN - | JAP - | 7      | 8e     | 0             |
| 1967 | 250 cc | Privé     | Aermacchi Ala d'Oro 250                                           | DUI -   | SPA -   | IOM DNF | NED -   | BEL -   | DDR -   | TSJ -   | FIN -   | ULS -   | NAT -   |         |       |       | 0      | -      | 0             |
| 1967 | 350 cc | Aermacchi | Ala d'Oro 350                                                     |         | DUI 5   |         | IOM 10  | NED 6   |         | DDR 4   | TSJ -   |         | ULS 4   | NAT 7   |       | JAP - | 9      | 7e     | 0             |
| 1967 | 500 cc | Privé     | Métisse-Aermacchi Ala d'Oro 382/ Norton 30M Manx                  |         | DUI DNF |         | IOM DNF | NED 8   | BEL DNF | DDR DNF | TSJ 9   | FIN DNF | ULS 14  | NAT DNF | CAN - |       | 0      | -      | 0             |
| 1968 | 125 cc | Privé     | Honda CR 93                                                       | DUI -   | SPA -   | IOM 5   | NED -   |         | DDR -   | TSJ -   | FIN -   | ULS 5   | NAT 4   |         |       |       | 6      | 10e    | 0             |
| 1968 | 350 cc | Privé     | Drixton-Aermacchi Ala d'Oro 350 / Métisse-Aermacchi Ala d'Oro 350 | DUI 3   |         | IOM -   | NED DNF |         | DDR 3   | TSJ 4   |         | ULS 2   | NAT -   |         |       |       | 17     | 3e     | 0             |
| 1968 | 500 cc | Privé     | Norton 30M Manx                                                   | DUI DNF | SPA -   | IOM 6   | NED 5   | BEL 5   | DDR DNF | TSJ DNF | FIN 8   | ULS 6   | NAT 6   |         |       |       | 7      | 11e    | 0             |
| 1969 | 125 cc | Privé     | Aermacchi Ala d'Oro 125                                           | SPA 6   | DUI 10  | FRA -   | IOM 2   | NED -   | BEL -   | DDR -   | TSJ 9   | FIN -   |         | NAT -   | ADR - |       | 20     | 10e    | 0             |
| 1969 | 250 cc | Benelli   | 250 4C                                                            | SPA -   | DUI -   | FRA -   | IOM 1   | NED 2   | BEL 3   | DDR 5   | TSJ 3   | FIN 4   | ULS 1   | NAT 2   | ADR 1 |       | 89     | 1e     | 3             |
| 1969 | 350 cc | Privé     | Aermacchi Ala d'Oro 350                                           | SPA 2   | DUI 6   |         | IOM DNF | NED 7   |         | DDR 7   | TSJ 7   | FIN -   | ULS -   | NAT -   | ADR - |       | 29     | 7e     | 0             |
| 1969 | 500 cc | Aermacchi | Ala d'Oro 382                                                     | SPA DNF | DUI 8   | FRA DNF | IOM DNF | NED -   | BEL DNF | DDR -   | TSJ -   | FIN -   | ULS -   | NAT -   | ADR - |       | 3      | 44e    | 0             |
| 1970 | 250 cc | Privé     | Yamaha TD 2                                                       | DUI 1   | FRA DNF | ADR DNF | IOM 1   | NED DNF | BEL 2   | DDR DNF | TSJ 1   | FIN DNF | ULS 1   | NAT 2   | SPA - |       | 84     | 2e     | 4             |
| 1970 | 350 cc | Benelli   | 350 4C                                                            | DUI 2   |         | ADR 2   | IOM DNF | NED 4   |         | DDR 3   | TSJ 4   | FIN 4   | ULS -   | NAT -   | SPA - |       | 58     | 2e     | 0             |